# Melbourne Summer Set II 2022 - Qualificazioni singolare
Le qualificazioni del singolare del Melbourne Summer Set II 2022 sono un torneo di tennis preliminare per accedere alla fase finale della manifestazione. Le vincitrici dell'ultimo turno sono entrate di diritto nel tabellone principale. In caso di ritiro di una o più giocatrici aventi diritto sono subentrati i Lucky loser, ossia le giocatrici che hanno perso nell'ultimo turno ma che avevano una classifica più alta rispetto alle altre partecipanti che avevano comunque perso nel turno finale.

## Teste di Serie
1. Océane Dodin (primo turno)
2. Claire Liu (qualificata)
3. Panna Udvardy (primo turno)
4. Wang Xinyu (ultimo turno, Lucky loser)
5. Fiona Ferro (primo turno)
6. Aljaksandra Sasnovič (qualificata)

1. Anna Kalinskaja (qualificata)
2. Zhu Lin (qualificata)
3. Nina Stojanović (ultimo turno)
4. Lesja Curenko (ultimo turno)
5. Kamilla Rachimova (qualificata)
6. Harriet Dart (qualificata)

## Qualificate
1. Anna Kalinskaja
2. Claire Liu
3. Kamilla Rachimova

1. Harriet Dart
2. Zhu Lin
3. Aljaksandra Sasnovič

### Lucky loser
1. Wang Xinyu

## Tabellone

### Legenda
| - Q = Qualificato - WC = Wild card - LL = Lucky loser | - ALT = Alternate - SE = Special Exempt - PR = Protected Ranking | - w/o = Walkover - r = Ritirato - d = Squalificato |

### Sezione 1
|  | Primo turno | Primo turno      | Primo turno      | Primo turno | Primo turno |  |  | Secondo turno | Secondo turno    | Secondo turno    | Secondo turno | Secondo turno |  |
|  |             |                  |                  |             |             |  |  |               |                  |                  |               |               |  |
|  | 1           | Océane Dodin     | 5                | 7           | 5           |  |  |               |                  |                  |               |               |  |
|  |             | Irina Maria Bara | 7                | 63          | 7           |  |  |               | Irina Maria Bara | Irina Maria Bara | 5             | 2             |  |
|  |             | Christina McHale | Christina McHale | 5           | 1           |  |  | 7             | Anna Kalinskaja  | Anna Kalinskaja  | 7             | 6             |  |
|  | 7           | Anna Kalinskaja  | Anna Kalinskaja  | 7           | 6           |  |  |               |                  |                  |               |               |  |

### Sezione 2
|  | Primo turno | Primo turno        | Primo turno        | Primo turno | Primo turno |  |  | Secondo turno | Secondo turno   | Secondo turno | Secondo turno | Secondo turno |  |
|  |             |                    |                    |             |             |  |  |               |                 |               |               |               |  |
|  | 2           | Claire Liu         | Claire Liu         | 6           | 6           |  |  |               |                 |               |               |               |  |
|  |             | Amandine Hesse     | Amandine Hesse     | 3           | 3           |  |  | 2             | Claire Liu      | 5             | 6             | 6             |  |
|  |             | Ekaterine Gorgodze | Ekaterine Gorgodze | 2           | 4           |  |  | 9             | Nina Stojanović | 7             | 2             | 3             |  |
|  | 9           | Nina Stojanović    | Nina Stojanović    | 6           | 6           |  |  |               |                 |               |               |               |  |

### Sezione 3
|  | Primo turno | Primo turno       | Primo turno       | Primo turno | Primo turno |  |  | Secondo turno | Secondo turno     | Secondo turno     | Secondo turno | Secondo turno |  |
|  |             |                   |                   |             |             |  |  |               |                   |                   |               |               |  |
|  | 3           | Panna Udvardy     | Panna Udvardy     | 3           | 2           |  |  |               |                   |                   |               |               |  |
|  |             | Hailey Baptiste   | Hailey Baptiste   | 6           | 6           |  |  |               | Hailey Baptiste   | Hailey Baptiste   | 4             | 0             |  |
|  |             | Aleksandra Krunić | Aleksandra Krunić | 3           | 4           |  |  | 11            | Kamilla Rachimova | Kamilla Rachimova | 6             | 6             |  |
|  | 11          | Kamilla Rachimova | Kamilla Rachimova | 6           | 6           |  |  |               |                   |                   |               |               |  |

### Sezione 4
|  | Primo turno | Primo turno   | Primo turno   | Primo turno | Primo turno |  |  | Secondo turno | Secondo turno | Secondo turno | Secondo turno | Secondo turno |  |
|  |             |               |               |             |             |  |  |               |               |               |               |               |  |
|  | 4           | Wang Xinyu    | Wang Xinyu    | 6           | 6           |  |  |               |               |               |               |               |  |
|  | WC          | Alicia Smith  | Alicia Smith  | 2           | 2           |  |  | 4             | Wang Xinyu    | 6             | 65            | 4             |  |
|  |             | Darija Snihur | Darija Snihur | 4           | 2           |  |  | 12            | Harriet Dart  | 1             | 7             | 6             |  |
|  | 12          | Harriet Dart  | Harriet Dart  | 6           | 6           |  |  |               |               |               |               |               |  |

### Sezione 5
|  | Primo turno | Primo turno             | Primo turno             | Primo turno | Primo turno |  |  | Secondo turno | Secondo turno  | Secondo turno  | Secondo turno | Secondo turno |  |
|  |             |                         |                         |             |             |  |  |               |                |                |               |               |  |
|  | 5           | Fiona Ferro             | Fiona Ferro             | 3           | 6           |  |  |               |                |                |               |               |  |
|  |             | Aliona Bolsova          | Aliona Bolsova          | 6           | 78          |  |  |               | Aliona Bolsova | Aliona Bolsova | 2             | 2             |  |
|  | WC          | Gabriella Da Silva-Fick | Gabriella Da Silva-Fick | 0           | 0           |  |  | 8             | Zhu Lin        | Zhu Lin        | 6             | 6             |  |
|  | 8           | Zhu Lin                 | Zhu Lin                 | 6           | 6           |  |  |               |                |                |               |               |  |

### Sezione 6
|  | Primo turno | Primo turno          | Primo turno          | Primo turno | Primo turno |  |  | Secondo turno | Secondo turno        | Secondo turno        | Secondo turno | Secondo turno |  |
|  |             |                      |                      |             |             |  |  |               |                      |                      |               |               |  |
|  | 6           | Aljaksandra Sasnovič | Aljaksandra Sasnovič | 6           | 6           |  |  |               |                      |                      |               |               |  |
|  | WC          | Olivia Tjandramulia  | Olivia Tjandramulia  | 2           | 3           |  |  | 6             | Aljaksandra Sasnovič | Aljaksandra Sasnovič | 7             | 6             |  |
|  | WC          | Tina Nadine Smith    | Tina Nadine Smith    | 0           | 0           |  |  | 10            | Lesja Curenko        | Lesja Curenko        | 5             | 1             |  |
|  | 10          | Lesja Curenko        | Lesja Curenko        | 6           | 6           |  |  |               |                      |                      |               |               |  |